# Vestingwerken van Delden
De vestingwerken van Delden vormden een stelsel van stadsgracht, omwalling en poorten in de Nederlandse stad Delden. Er zijn geen zichtbare restanten van de vestingwerken behouden gebleven, maar de vorm van de vesting is nog wel duidelijk herkenbaar in het stratenpatroon. 

## Geschiedenis
De bebouwing van Delden lag aanvankelijk verspreid over een groter gebied, maar rondom de hof en de Blasiuskerk was een woonkern ontstaan die al begin 14e eeuw door een gracht en wal werd omgeven. Deze omgrachte woonkern werd aangeduid als Nyedelden. In 1322 gaf de Utrechtse bisschop Frederik van Sierck toestemming aan de bewoners van het buitengebied om te verhuizen naar het veiliger geachte Nyedelden. Bisschop Jan van Diest schonk vervolgens in 1333 stadsrechten aan deze nederzetting. Onderdeel van deze stadsrechten was het recht om de stad te versterken, maar dat was niet meer nodig: de omwalling was immers al aanwezig.  

### Gelre
In het eerste kwart van de 16e eeuw had Delden te lijden onder aanvallen van het hertogdom Gelre. Hertog Karel van Gelre trok in 1510 door Twente hen en plunderde onder andere Delden. Ondanks de vrede van 1511 had Delden in 1515 nog veel overlast van Gelderse hulptroepen als de Zwarte Hoop, die al rovend door de streek trokken. Bisschop Philips van Bourgondië wilde in 1518 de stad Delden voorzien van nieuwe versterkingen, maar nog datzelfde jaar veranderde hij van mening en moest Delden juist zijn bestaande versterkingen ontmantelen. Als open stad was Delden nu eenvoudiger in te nemen, hetgeen ook gebeurde in 1522 toen Gelderse troepen de streek plunderden en Delden als uitvalsbasis gebruikten.

### Tachtigjarige Oorlog
Tijdens de Tachtigjarige Oorlog kreeg Delden weer enige verdedigingswerken. Het was echter onvoldoende om de stad daadwerkelijk te kunnen beschermen en de Spaanse en Staatse troepen wisselden elkaar dan ook regelmatig af als bezettende macht.

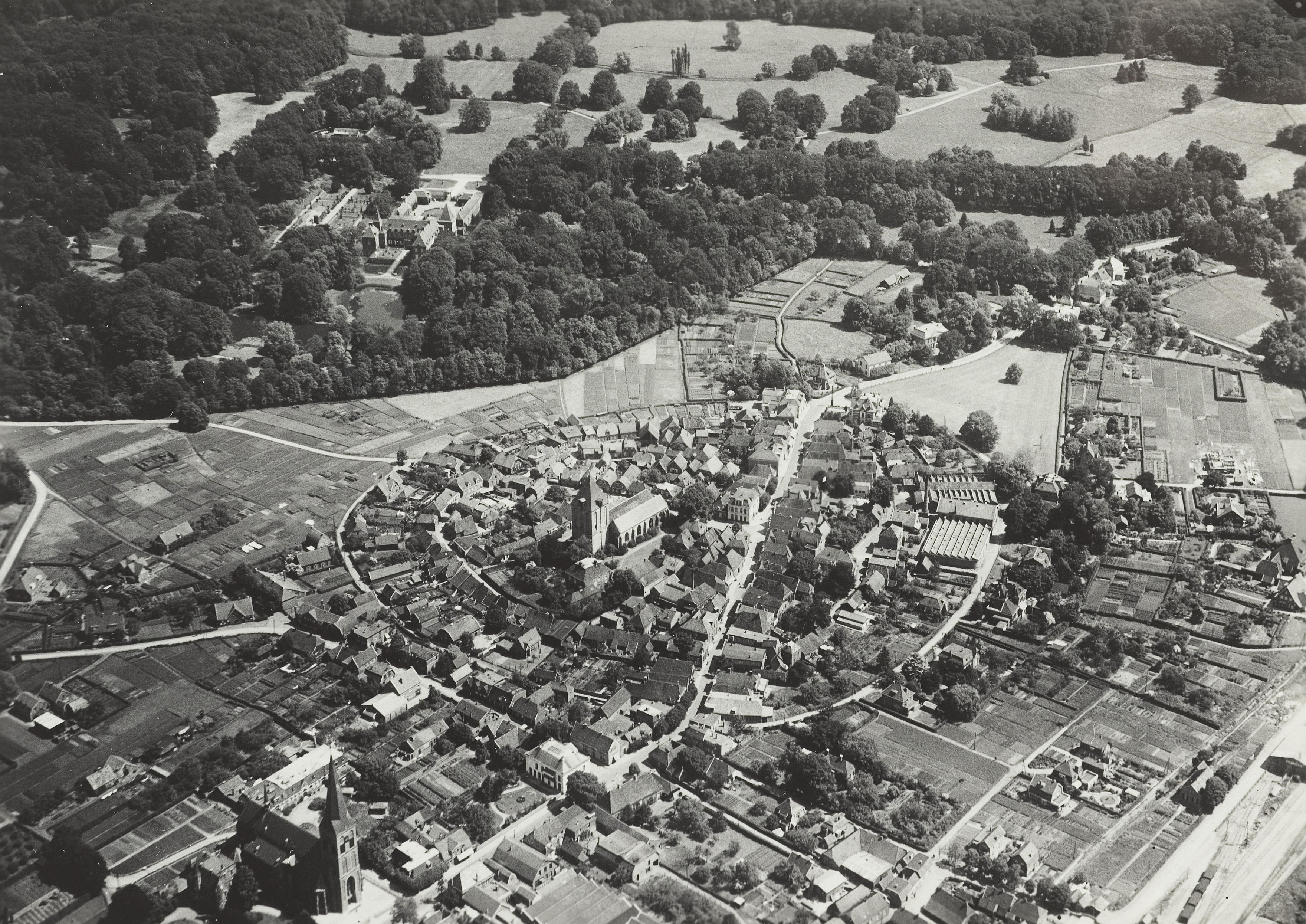
De ronde middeleeuwse omwalling is herkenbaar gebleven in het stratenpatroon. De luchtfoto is ergens tussen 1920-1040 gemaakt.

Een Spaans garnizoen verhoogde in 1572 nog de aarden wal en plaatste wachthuisjes bij de stadspoorten, maar het garnizoen verliet hierna de stad. In 1580 volgde een kortstondige bezetting door een Staats garnizoen. In 1583 volgde een nieuwe aanval van een Staats leger waarbij Delden werd verwoest. Nog datzelfde jaar bezette de Spaanse veldheer Verdugo de stad en hij herstelde de verdedigingswerken, maar een jaar later werd Delden opnieuw door de Staatsen aangevallen en verwoest. In 1588 viel Delden weer in handen van de Spanjaarden, die in mei 1590 de versterkingen verbeterden.
Uiteindelijk werd Delden in 1597 weer veroverd door de Republiek toen prins Maurits de stad belegerde en innam. Net als bij diverse andere Twentse stadjes moest ook Delden worden ontmanteld, maar het slechten van de aarden wal werd pas rond 1750 voltooid. De stadsgracht werd in de 19e eeuw gedempt.

## Beschrijving
De aarden omwalling en de gracht zijn begin 14e eeuw aangelegd. De gracht was 800 meter lang, 16 meter breed en 4 meter diep. Aan beide uiteinden van de Langestraat stond een toegangspoort.
Begin 15e eeuw werd de gracht uitgediept. Rondom de gracht is toen ook de Hagen aangelegd, een verdedigingsring van doornhagen om het eventuele indringers extra moeilijk te maken. In de Hagen werden tevens twee nieuwe poorten gebouwd: aan de westpunt van de Langestraat de Goorse poort, aan de oostpunt de Woolderpoort. Mogelijk waren er aan weerszijden van de twee poorten ook nog stenen versterkingen aangebracht. De aarden wal raakte na de aanleg van de Hagen zijn functie kennelijk kwijt, want in de 16e eeuw was de wal bebouwd geraakt met woningen. Het laatste resterende deel van de omwalling lag aan de oostzijde van Delden en verdween pas rond 1750. De Woolderpoort werd in 1660 afgebroken. De gracht werd vanaf 1847 gedempt.
Er zijn geen zichtbare restanten van de verdedigingswerken behouden gebleven. Wel is de vorm van de gracht en aarden wal nog herkenbaar in het huidige stratenpatroon. De straten Noordwal en Zuidwal herinneren aan de aarden wal, terwijl de Noorderhagen en Zuiderhagen de plek aangeven waar de Haag was gelegen.
Alkmaar · Amsterdam · Borculo · Bredevoort · Coevorden · Enschede · Goor · Haarlem · Hattem · 's-Hertogenbosch · Huissen · Klundert · Lochem · Maastricht · Montfoort · Naarden · Ommen · Ootmarsum · Rhenen · Roermond · Rijssen 
· Sittard · Sneek · Steenbergen · Terborg · Valkenburg · Zaltbommel · Zwolle